# Rubus commutatus
Rubus commutatus là loài thực vật có hoa trong họ Hoa hồng. Loài này được (G. Braun ex Focke) Focke miêu tả khoa học đầu tiên năm 1914.